# てとてトライオン!
『てとてトライオン!』 (TE to TE TRY ON!) は、株式会社ウィルのブランド・PULLTOPより2008年8月29日に発売された18禁恋愛アドベンチャーゲームである。
2012年3月27日には、BOOST ONよりPlayStation Portable版『てとてトライオン! TROPICAL』が発売された。PSP版では、各ヒロインルートのイベントを追加したほか、全ヒロイン（4人）のルートをクリアした後のエクストラシナリオが1本追加されている。

## ストーリー
（出典：）
鷲塚慎一郎は父親・宗鉄に連れ回されて約1年間世界中を放浪していたが、宗鉄が数年ほど日本に戻れない仕事に出ることになり、彼の手配で全寮制の獅子ヶ崎（ししがさき）学園へ転入する。しかし最先端の管理システム「PITAシステム」が導入された学園では、2年前の超大型台風「ハリケーンブラック」の影響でシステムに障害が発生し、生徒達は様々なトラブルに悩まされていた。慎一郎は転入直後の活躍をきっかけにトラブル解決集団「獅子ヶ崎トライオン」の一員となり、ヒロイン達と共に学園で起きる様々なトラブルに立ち向かっていく。

## 登場人物
（出典：）

### 主人公
鷲塚 慎一郎（わしづか しんいちろう）
声 - 土門熱（ドラマCDのみ）
本作の主人公。獅子ヶ崎学園2年1組。学園寮「白波寮」に住む。科学者の父親・宗鉄に無理矢理付き合わされて世界中を放浪していたため、理系の知識やサバイバル能力は鍛えられており、動物的な勘も働く。ただし水泳だけは全くダメで、水に浮くことすらできない。誠実で優しい性格だが、女性にはあまり免疫が無く恋愛方面にはシャイで、度々ヒロイン達にからかわれている。
物語冒頭で学園へ転入したが、到着直後に出くわしたトラブルへの対処で大活躍し、「獅子ヶ崎の救世主」と呼ばれて注目される。その活躍から生徒会より誘いを受け、学園のトラブルを解決する「獅子ヶ崎やってみよう会」改め「獅子ヶ崎トライオン」に加わる。特活としてトライオンとカフェテラス「サニーサイド」を掛け持ちし、忙しい日々を送っている。

### 獅子ヶ崎トライオン（ヒロイン）
獅子ヶ崎トライオンは、学園で多発するトラブルを解決するための組織。もともと生徒会役員を中心に活動していた「獅子ヶ崎やってみよう会」から、慎一郎の加入を機に改名された（名前は手鞠のアイデア）。生徒会の統括の下でトラブル対処の中心となり、他の生徒会役員や学園総合警備部（学警）などと協力して活動する。
織原 夏海（おりはら なつみ）
声 - 宮坂結衣
身長161cm B83/W57/H80
学園2年1組で慎一郎のクラスメイト。獅子ヶ崎で生まれ育った地元民で、常に明るく笑顔を絶やさず人懐っこい。水泳部のエースとして知られ、海で魚を素手で捕まえるなど人間離れした運動能力を持つ。特活として働くサニーサイドでは人気の看板娘で、海で捕った魚を食材として店へお裾分けしている。朝夕問わず海で泳いでおり、学園内でも平気で水着で歩く。獅子ヶ崎ロードの商店街代表としてPITAリーダーを所有する。
十倉 手鞠（とくら てまり）
声 - 羽沢月乃
T145 B73/W51/H75
学園2年。生徒会役員で、白波寮の寮長も務めている。常にクールで控えめだが、しばしば慎一郎をからかうなど茶目っ気もある。父親の謙吾はPITAシステムの開発に関わった科学者で、彼女も数学とプログラムの天才。入学前から学園のシステムに携わり、様々なトラブルに対処している。「てまー」が口癖で、お気に入りの人の携帯にはオリジナル着信音「てまーボイス」を設定する。ちーかまが好物で、作業用パソコンの脇に常備している。システム管理者としてPITAリーダーを所有する。
蓮見 一乃（はすみ いちの）
声 - 沢井春香
T166 B89/W58/H87
学園3年のカリスマ生徒会長。容姿端麗・気さくでお祭り好きな性格から生徒達の人気は高い。歴代会長が受け継いできた、背中に「生徒会長」と大書された白い学ランを常に制服の上に纏っている（開校3年目なので一乃が初代会長である）。トラブルなどの有事にはテキパキと対応するが、ヒロイン達を「私の嫁」と呼ぶなどいい加減な言動も多く、仕事を離れるとダメ人間で親友＆副会長の芹菜に甘えまくっている。2年前のハリケーンブラックから続くトラブルに対応するため「特活」や「やってみよう会」を発案し、現在は獅子ヶ崎トライオンを取りまとめている。生徒会長としてPITAリーダーを所有する。
胡桃沢 鈴姫（くるみざわ すずき）
声 - 秋月まい
T151 B79/W54/H78
学園1年。学園総合警備部（学警）の部長。生真面目で正義感に溢れ、格闘術の心得があり、思い込んだら一直線でよく暴走してしまう。警備部として学園の風紀を守るために奔走し、ガードロボ達も管理しているが、システムの不具合からか制御不能になることも多い。しばしば特活先のチャイナカフェ「白の小鹿亭」のメイド制服姿で登場するが、彼女自身はコスプレ趣味は無く恥ずかしく思っている。恋愛方面には潔癖で、ヒロイン達とよく触れあってしまう慎一郎にはその度に怒っている。学警の活動で飛び回っているため、トライオンでは臨時メンバー扱い。警備部長としてPITAリーダーを所有する。

### サブキャラクター
倉田 ちさと（くらた ちさと）
声 - 初島さとみ
T159 B80/W60/H82
学園2年1組。夏海の幼馴染みでルームメイト。サニーサイドでも一緒に働いている。ふんわりした笑顔で面倒見が良く、クラスの“お母さん”的な存在。趣味は裁縫で、サニーサイドの斬新なデザインの新制服を自作した。ダイエットに熱心で、「むにゅっとしてる」などの言葉は禁句。
葉山 鷹子（はやま たかこ）
声 - 青山ゆかり
T156 B78/W56/H77
学園3年。鳩子の双子の妹で生徒会役員。白波寮の副寮長も務める。手鞠とは幼少時からの付き合いで現在もルームメイト。手鞠に対しては異常なまでに過保護で、「男はケダモノ」と言い放って慎一郎を近づけない。運動神経は慎一郎に勝るとも劣らず、改造自転車「TAKAKOカスタムII」に手鞠を乗せて猛スピードで通学し、時には壁を走行する荒技も披露する。
藤ヶ峰 芹菜（ふじがみね せりな）
声 - 松田理沙
T163 B85/W57/H86
学園3年。生徒会副会長で、会長の一乃とはルームメイト。一乃と共に「生徒会の二枚看板」と呼ばれ高い人気を誇る。普段は穏やかだが怒ると怖く、一乃が暴走した際には鬼の形相で激しいツッコミを入れる。公私共に一乃と一緒にいることが多く、しかも一乃が度々“女好き”な発言をするため、周囲からは「アヤシイ関係」と見られているが、（少なくとも彼女にとっては）事実ではなく嫌がっている。
瀬名 優（せな ゆう）
声 - 茶谷やすら
T160 B76/W58/H78
学園1年。夏海の後輩の水泳部員で、「ッス」が口癖のボーイッシュな体育会系。鈴姫とはルームメイトで、中学時代からの親友。暴走しがちな鈴姫の歯止め役だが、止められずに被害を受けてしまうことが殆ど。鈴姫と共に白の小鹿亭のウェイトレスを務めるが、店のメイド服を恥ずかしがり、学園の制服で接客している。学警にも一応所属しているが、本人は入部した覚えはなく、鈴姫を手伝っている内に勝手に入れられてしまったらしい。
葉山 鳩子（はやま はとこ）
声 - 芝原のぞみ
T156 B77/W56/H78
学園3年。鷹子の双子の姉だが、二卵性のため外見はあまり似ていない。いつもハイテンションで元気。放送部所属で、校内放送テレビ番組『ごきげんくるっくー！』のレポーターを務め、有事の際には必ず現場へ駆けつけて実況を行う。しかし非常時に外出禁止令が発令されても無視して取材に出てしまうため、生徒会に糾弾されることも少なくない。
藤ヶ峰 なずな（ふじがみね なずな）
声 - 如月葵
T158 B83/W59/H84
学園2年1組の担任。おっとりした性格で極度の天然ボケ。生徒の自主性を尊重しており、生徒達からは慕われているもののあまり尊敬はされていない。実は42歳で芹菜の母親だが、若々しい外見のため姉や従姉によく間違えられる。白の小鹿亭の責任者だが、あまり店の役には立っていない。チャイナカフェにもかかわらずなぜかミニスカメイド服を制服に採用している。
相馬 騎士（そうま ないと）
声 - 町田あみ
T155
学園2年。慎一郎のルームメイト。母方がウェールズの騎士の家系で、幼い頃から騎士道を叩き込まれており、学警機動部隊の一番隊隊長を務める。真面目で高潔で女性に優しく、やる気が空回りしてしまうことも多いがめげずに頑張っている。騎士らしく金髪碧眼だが、小柄で童顔なため損をしている。
鹿子木 景（かのこぎ けい）
声 - 中本伸輔
T181
学園3年でサニーサイドの店長。常に笑顔でノリが軽く、飄々としていてつかみ所が無い。「獅子ヶ崎の料理の鉄人」と呼ばれる腕前で、1日20食限定の朝食チケットは大争奪戦が起こるほど。本当に学生なのか疑わしいほどサニーサイドに常駐している。
レオ丸（レオまる）
声 - 町田あみ
学園に住み着いている動物。騎士は「猫」と呼ぶが、どう見ても仔ライオン。生徒達にエサを与えられて可愛がられている。なぜか人語を解する。
ガードロボ
声 - 茶谷やすら、紫陽花
学園の警備用ロボット。掃除や雑用などもこなす。筒型の胴体にライオンのような顔が付いており、対人安全捕縛装置「エアバッグハンド」などを装備する。学警が管理しているが、システムトラブルにより制御が効かずおかしな動作をすることもある。
鷲塚 宗鉄（わしづか そうてつ）
慎一郎の父親。謙吾と共にPITAシステムを作り出した天才科学者。息子の慎一郎を世界中へ連れ回すなど破天荒な性格。
十倉 謙吾（とくら けんご）
手鞠の父親。宗鉄と共にPITAシステムの開発に関わった。普段は物静かだがノリがいい。
夏海の祖母
学園の理事長。宗鉄と謙吾の恩師でもある。

## 設定・用語
（出典：）
私立獅子ヶ崎（ししがさき）学園
本作品の舞台。南国風テーマパークの予定地を改造して建設された学園。海を臨む広大な敷地内に、校舎のほか、リゾートホテルを転用した学生寮「白波寮」、ショッピングモール「獅子ヶ崎ロード」などが点在する。最先端の管理システムとして「PITAシステム」が試験導入されたが、2年前の超大型台風「ハリケーンブラック」の被害でシステムがダウン。その後回復したもののシステム内に障害が残り、施設の一部が使えないなど様々なトラブルが相次ぎ、生徒達は不便を強いられている。
PITAシステム
獅子ヶ崎学園で試験的に導入された先進管理システムで、正式名称は「非接触式生体認証システム」（Palm InsTant Authentication SYSTEM）。主に読み取り装置へ手のひら（Palm）をかざすことで生体が持つ固有の波動を読み取り、認証を行う。偽造がほぼ不可能なため高い安全性を誇る。宗鉄が数年来取り組んでいる研究テーマで、認証以外にも機器の遠隔操作や、利用者の脳波に働きかけて映像や音声などの情報を伝達する「PITAビジョン」など、様々な応用が研究されている。学園内の施設や設備は利用時にこの認証が必要なものが多く、空調や照明などを各人の最適環境に調整する機能もあるが、システム障害によりトラブルが多発している。
PITAリーダー
所有者に生体情報読み取り機能を与える装置。大きさは13×7×2.5cm程度。PITAリーダー所有者と手のひら同士を合わせると、PITAシステムに記録されたその人の出席情報などへのアクセスが可能になる。夏海・一乃・手鞠・鈴姫の4名が所有し、PITAリーダー間で携帯電話のように音声通話ができる。またPITAシステムにアクセスする権限キーでもあり、一般学生がレベル1、教師や生徒会役員がレベル2だが、PITAリーダー所有者はレベル3の権限を持つ。マスター（最高レベル）のレベル4権限は学園理事長しか持っていないが、慎一郎が宗鉄に付けさせられた首輪が重要なキーとなっており、慎一郎とPITAリーダー所有者が手をつなぐ「トライオン」でアクセスすると、一時的にレベル4権限が与えられる。
特活
特別部活の略で、生徒が学園の運営や住人の生活を補助する活動のこと。ハリケーンブラックで被害を受けた学園を運営するために一乃が考え出した案が元となっており、生徒は必ず何らかの特活を行う義務がある。獅子ヶ崎ロードの店での仕事、生徒会や学警の活動も特活の一部。

## スタッフ

### PC版
- 原画・キャラクターデザイン - たけやまさみ
- 企画・シナリオ - 椎原旬、下原正
- シナリオ補佐 - 十睡みちたか、御剣ヒロ
- SD原画 - いくたたかのん
- BGM - アムーヴ
- ディレクター - 椎原旬
- ディレクション補佐 - Yow

### PSP版
- シナリオ - 笠間裕之（エッジワークス）、ゆずみやともめ（エッジワークス）、福岡よしひこ（エッジワークス）
- ディレクター - 片山卓哉、新川知
- プロデューサー - 細田邦治
- エグゼクティブプロデューサー - 東加津彦

## 主題歌
オープニングテーマ「Try On!」
歌 - NANA / 作詞 - 外山堅、kanoko / 作曲 - 上松範康（Elements Garden） / 編曲 - 菊田大介（Elements Garden）
エンディングテーマ「てとて、ぎゅっと」
歌 - NANA / 作詞 - 外山堅、kanoko / 作曲・編曲 - 藤間仁（Elements Garden） / ALL Other Instruments & Programing - 藤間仁
グランドエンディングテーマ「Try On! 〜ヒロイン合唱 ver〜」
歌 - 宮坂結衣、羽沢月乃、沢井春香、秋月まい / 作詞 - 外山堅、kanoko / 作曲 - 上松範康（Elements Garden） / 編曲 - 菊田大介（Elements Garden）
※PC初回限定版特典のオリジナルサウンドトラックCDに、「Try On!」「てとて、ぎゅっと」のショートバージョンとBGM（29曲）を収録。予約特典のプレミアムマキシシングルに、両曲のフルバージョンとインストゥルメンタル、「Try On! 〜ヒロイン合唱 ver〜」のフルバージョンを収録。

## 開発
本作品の企画は、2006年秋に始まった。企画・シナリオ担当の椎原旬の「スポーツ少女」「夏の自然」「恋」のひらめきから始まり、同じく企画・シナリオの下原正や原画のたけやまさみとの話し合いの中で「手を繋ぐ」というテーマや「テーマパークを改造した学園」の作品舞台が設定された。『遥かに仰ぎ、麗しの』の制作で一旦作業が中断し、2007年春〜夏にキャラクターデザインを固め、2007年夏から本格的に制作がスタートした。
前2作『PRINCESS WALTZ』『遥かに仰ぎ、麗しの』がシリアス系・雰囲気系の作品だったため、本作品はブランドの原点に戻り、プレイ中ずっと楽しんでもらえる内容を目指した。作品テーマの「手を繋ぐ」について椎原は「人と人との繋がりの中で始まりの一つであり、そのドキドキ感を出したかった」と語っている。
下原によれば、作品タイトルは「手を繋ぐ」から「てとて○○」とまず考え、略称を4文字の「てとてと」にするため、「と」から始まる言葉として「トライ」→「トライオン」と考えて決定した。タイトル決定後に、「ライオン」にちなんで作品舞台を「獅子ヶ崎学園」とした。獅子ヶ崎学園に特定のモデルは無いが、場所は沖縄をイメージしている。

## 反響
美少女ゲームアワード2008のシナリオ賞部門で優秀賞を受賞した。

## 関連商品
てとてトライオン! ビジュアルファンブック
2009年1月22日発売 / 監修 - PULLTOP / 発行 - 一迅社 / ISBN 978-4-7580-1129-7
イラストギャラリー、キャラクター・ストーリー紹介、設定資料、声優インタビュー、スタッフ座談会、書き下ろし小説「ブレーキワーク」（文 - 椎原旬、下原正 / 絵 - たけやまさみ）、書き下ろし漫画「密着!! 獅子ヶ崎学園総合警備部24時」（漫画 - 黒瀬浩介）を収録。
てとてトライオン! 夏休み活動日誌（二次元ゲーム文庫）
2009年1月30日発売 / 著 - 蒼井村正 / イラスト - たけやまさみ、美弥月いつか / 発行 - キルタイムコミュニケーション / ISBN 978-4-86032-695-1
てとてトライオン!（コミック版）
漫画 - 黒瀬浩介 / 原作 - PULLTOP
一迅社の漫画雑誌『月刊月刊ComicREX』2008年8月号から2009年6月号まで連載。単行本はREXコミックス（全2巻）。
1. 2009年2月9日発売 / ISBN 978-4-7580-6132-2
2. 2009年7月9日発売 / ISBN 978-4-7580-6154-4